# Ken Watanabe
Ken Watanabe (jap. 渡辺 謙 Watanabe Ken; ur. 21 października 1959 w Koide) – japoński aktor teatralny, filmowy oraz telewizyjny.
Poza Japonią znany jest przede wszystkim z ról: generała Tadamichiego Kuribayashi w Listach z Iwo Jimy oraz Katsumoto w filmie Ostatni samuraj, za którą został nominowany do Oscara.

## Życiorys

### Kariera w Japonii
Po ukończeniu szkoły średniej w 1978, Watanabe przeniósł się do Tokio, by rozpocząć karierę aktorską. Dołączył do tokijskiej trupy teatralnej „En”, wtedy został obsadzony w roli głównego bohatera w sztuce Shimodani mannenchō monogatari, w reżyserii Yukio Ninagawy. Rola ta zwróciła na niego uwagę zarówno publiczności, jak i krytyków.
W 1982 zadebiutował w telewizji w Michinaru hanran. W tym samym roku pierwszy raz zagrał rolę samuraja w Mibu no koiuta. W filmie zadebiutował w 1984 w Setouchi shōnen yakyū-dan.
Watanabe zyskał popularność rolą samuraja Masamune Date w serialu Dokugan-ryū masamune w 1987 Zagrał główną rolę, odtwarzając postać Kurō Matsudairy w telewizyjnym jidai-geki Gokenin Zankurō. Grał także w dramatach: Nobunaga Oda, 47 rōninów oraz Bakumatsu-junjōden, których role przyniosły mu uznanie krytyków.
W 1989 podczas kręcenia filmu Ten to chi to, u Watanabe stwierdzono ostrą białaczkę szpikową. Wrócił do aktorstwa, jednocześnie poddając się chemioterapii, niestety w 1991 choroba wróciła. Po dojściu do zdrowia jego kariera przygasła.
Razem z Kōjim Yakusho wystąpił w filmie Kizuna w 1998. Za rolę w tym filmie otrzymał nominację do Nagrody Japońskiej Akademii Filmowej w kategorii najlepszego aktora drugoplanowego.
W 2002 opuścił „En” (Engeki-Shudan En) i trafił do agencji K-Dash. Film Opowieść o księciu Genjim: Wieczna miłość przyniósł mu kolejną Nagrodę Japońskiej Akademii Filmowej.
W 2006 zdobył Nagrodę Japońskiej Akademii Filmowej w kategorii najlepszy aktor pierwszoplanowy za rolę w filmie Ashita no kioku, w którym wcielił się w pacjenta z chorobą Alzheimera.

### Kariera na zachodzie
Pierwszą rolą Watanabe na Zachodzie była rola Katsumoto w filmie Ostatni samuraj, za którą został nominowany między innymi do Oscara.
Watanabe wystąpił także w filmach Batman: Początek oraz Wyznania gejszy. W 2006 r. zagrał główną rolę w filmie Clinta Eastwooda Listy z Iwo Jimy. W 2004 r. tygodnik People umieścił go na liście 50 Najpiękniejszych Ludzi.

## Życie prywatne
Urodził się w miejscowości Koide (obecnie Uonuma). Jego matka była nauczycielką, a ojciec uczył kaligrafii. W 2006 Watanabe w autobiografii „Dare? – Who Am I?” ujawnił, że jest zakażony wirusem zapalenia wątroby typu C. Podczas wywiadu przeprowadzonego 23 maja 2006 w Tokio, stwierdził, że czuje się dobrze, ale wciąż przechodzi leczenie.
Był dwukrotnie żonaty. W 2005 rozwiódł się ze swoją pierwszą żoną, Yumiko Watanabe. W tym samym roku ożenił się ponownie, z Kaho Minami. Z pierwszego małżeństwa ma jedno dziecko, córkę – Anne Watanabe (ur. 1986).

## Filmografia
- 2019: Pokémon: Detektyw Pikachu – detektyw Hideo Yoshida
- 2019: Godzilla II: Król potworów – dr Ishirō Serizawa
- 2019: Morze drzew – Takumi Nakamura
- 2014: Godzilla – dr Ishirō Serizawa
- 2013: Bez przebaczenia – Jubei Kamata
- 2010: Incepcja – Saito
- 2009: Incydent[potrzebny przypis]
- 2009: Asystent wampira – Pan Tall
- 2009: Keiji ichidai: Hiratsuka Hachibei no Shōwa jiken-shi – Hachibei Hiratsuka
- 2007: Ashita no kioku – Masayuki Saeki
- 2006: Listy z Iwo Jimy – generał Tadamichi Kuribayashi
- 2005: Batman: Początek – fałszywy Ra's Al Ghul
- 2005: Wyznania gejszy – Ken Iwamura
- 2003: Ostatni samuraj – Moritsugu Katsumoto
- 2003: Hi wa mata noboru – Okubo
- 2002: Opowieść o księciu Genjim: Wieczna miłość – Michinaga Fujiwara
- 1999: Kizuna – Sako
- 1987: Morze i trucizna – Toda
- 1985: Dziewięć śmierci ninja – Sensei

## Nagrody i nominacje
| Rok  | Nagroda                                   | Rezultat  | Kateogria                           | Film                                      |
| ---- | ----------------------------------------- | --------- | ----------------------------------- | ----------------------------------------- |
| 2007 | Nagroda Japońskiej Akademii Filmowej      | Wygrana   | Najlepszy aktor pierwszoplanowy     | Ashita no kioku                           |
| 2004 | Nagroda Akademii Filmowej                 | Nominacja | Najlepszy aktor drugoplanowy        | Ostatni samuraj                           |
| 2004 | Broadcast Film Critics Association Awards | Nominacja | Najlepszy aktor drugoplanowy        | Ostatni samuraj                           |
| 2004 | Złoty Glob                                | Nominacja | Najlepsza filmowa rola drugoplanowa | Ostatni samuraj                           |
| 2004 | Nagroda Satelita                          | Nominacja | Najlepsza rola drugoplanowa         | Ostatni samuraj                           |
| 2004 | Nagroda Gildii Aktorów Ekranowych         | Nominacja | Najlepszy aktor drugoplanowy        | Ostatni samuraj                           |
| 2003 | Nagroda Błękitnej Wstęgi                  | Wygrana   | Nagroda specjalna                   | Ostatni samuraj                           |
| 2003 | Nagroda Japońskiej Akademii Filmowej      | Wygrana   | Najlepszy aktor drugoplanowy        | Hi wa mata noboru                         |
| 2002 | Nagroda Japońskiej Akademii Filmowej      | Wygrana   | Najlepszy aktor drugoplanowy        | Opowieść o księciu Genjim: Wieczna miłość |
| 1999 | Nagroda Japońskiej Akademii Filmowej      | Wygrana   | Najlepszy aktor drugoplanowy        | Kizuna                                    |
| 1987 | Elandor Awards                            | Wygrana   | Debiutant                           | Morze i trucizna                          |